# Wainono Lagoon
Die Wainono Lagoon ist eine Lagune in der Region Canterbury auf der Südinsel von Neuseeland.

## Geographie
Die Wainono Lagoon befindet sich rund 7,5 km ostnordöstlich der Stadt Waimate, die Verwaltungssitz des Waimate District ist, in dem die Lagune direkt an der Ostküste der Südinsel befindlich liegt. Mit einer Flächenausdehnung von 3,76 km² erstreckt sich die Lagune über eine Länge von rund 4,7 km in Nord-Süd-Richtung, manchmal nur 80 m vom Pazifischen Ozean durch einen Damm getrennt entfernt. Das bis zu einem Meter tiefe Gewässer misst an seiner breitesten Stelle rund 1,8 km ist Ost-West-Richtung und kommt auf eine Uferlinie von rund 13 km.
Neben einigen kleineren Bächen, tragen der Hook River und der Waituna Stream den größten Teil der Wässer von Nordwest und von Westen kommend zu. Entwässert wird die Lagune über den Dead Arm genannten Wasserarm, der sich entlang der Küsten über rund 8,3 km nach Süden bewegt und zusammen mit dem Waihao River schließlich in den Pazifischen Ozean mündet.
Da das Umland der Lagune nicht sehr viel höher ist als der Wasserspiegel des Gewässer, kann in der Literatur die Flächenangabe für die Lagune je nach Höhe des Wasserspiegels differieren. So finden sich in einer Publikation des Environment Canterbury Regional Council aus dem Jahr 2014 als Beispiel eine Flächenangabe bei einem Wasserstand von 1 m von 3,25 km² und bei einem Wasserstand von 1,5 m eine Flächenangabe von rund 4,2 km².